# Phalium
Genre
Phalium est un genre de mollusques gastéropodes de la famille des Cassidae.

## Liste des espèces
Selon World Register of Marine Species (28 octobre 2014) :
- Phalium areola (Linnaeus, 1758)
- Phalium bandatum (Perry, 1811)
- Phalium decussatum (Linnaeus, 1758)
- Phalium exaratum (Reeve, 1848)
- Phalium fimbria (Gmelin, 1791)
- Phalium flammiferum (Röding, 1798)
- Phalium glaucum (Linnaeus, 1758)
- Phalium maculatum (Perry, 1811)
- Phalium muangmani Raybaudi Massilia & Prati Musetti, 1995
- Phalium pseudobandatum S. K. Tan, H. E. Ng & Nguang, 2013

## Galerie

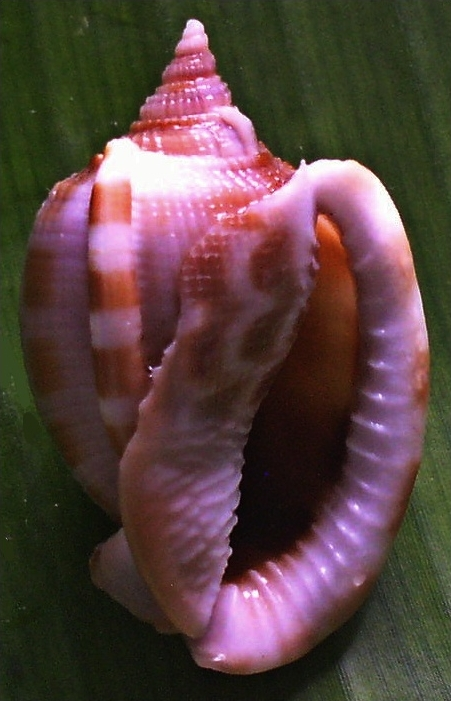
Phalium areola
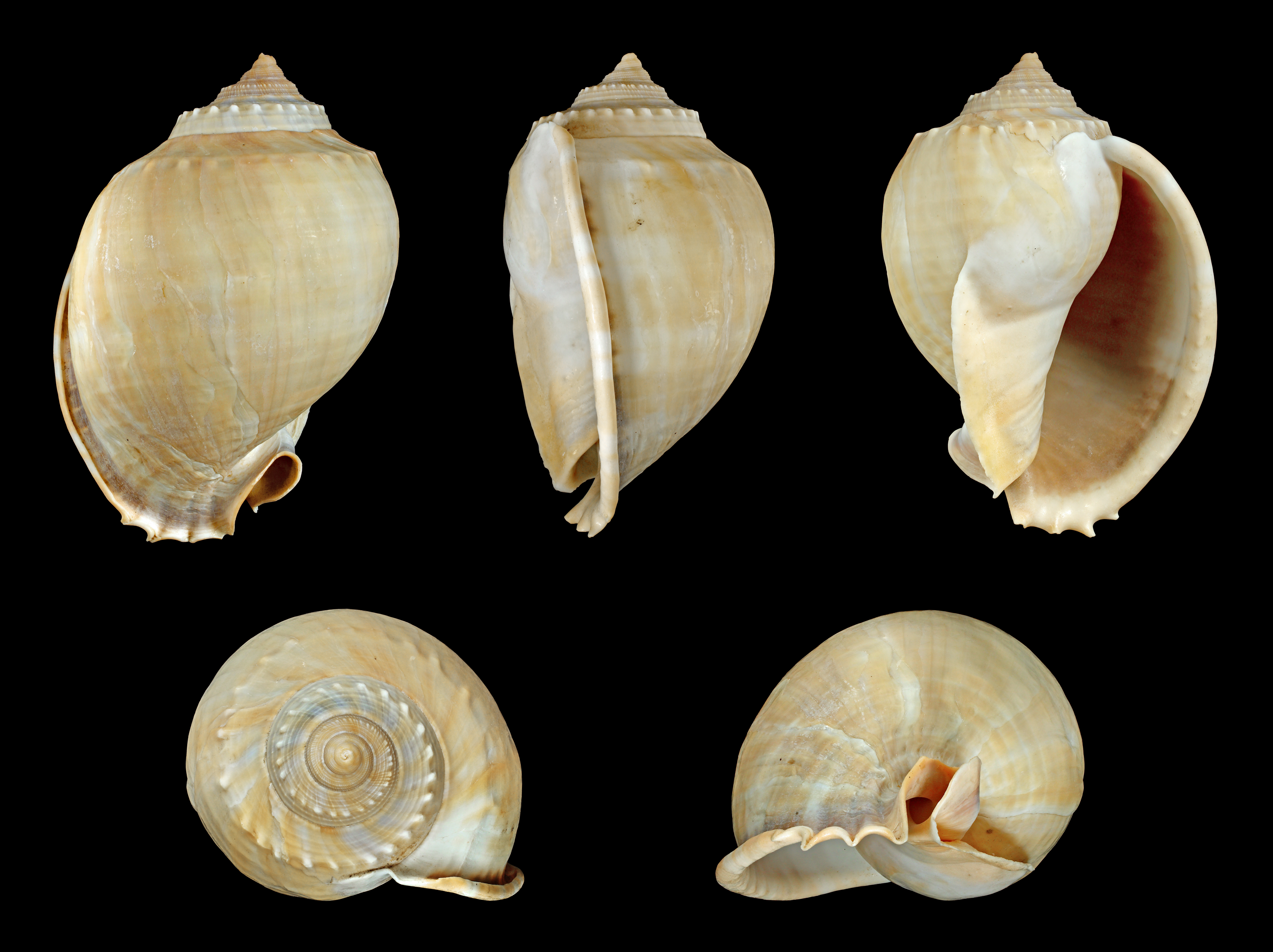
Phalium glaucum
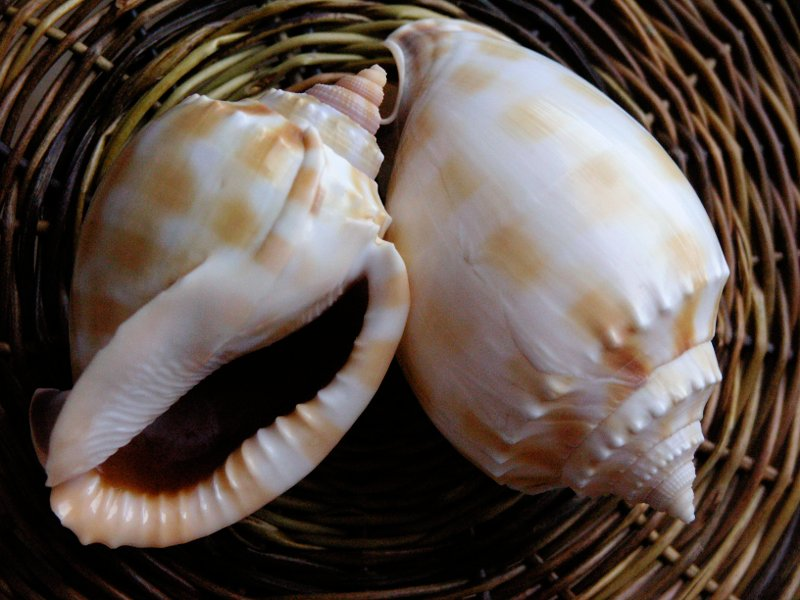
Phalium bandatum